# Furadouro
Furadouro est une paroisse civile portugaise (en portugais : freguesia) de la municipalité de Condeixa-a-Nova dans le district de Coimbra.

## Démographie
Lors du recensement de 2021, Furadouro compte 183 habitants. C'est ainsi la paroisse la moins peuplée de la municipalité.